# کانکاو (کالیفرنیا)
کانکاو (به انگلیسی: Concow) یک منطقهٔ مسکونی در ایالات متحده آمریکا است که در شهرستان بیوت، کالیفرنیا واقع شده‌است. کانکاو ۷۱٫۹۵۰ کیلومتر مربع مساحت و ۷۱۰ نفر جمعیت دارد و ۶۱۱ متر بالاتر از سطح دریا واقع شده‌است.